# 謝爾季齊亞
49°40′49″N 23°48′42″E / 49.68028°N 23.81167°E
謝爾季齊亞（烏克蘭語：Сердиця），是烏克蘭西部的村莊，隸屬利維夫州的利維夫區。該村面積1.32平方公里，海拔高度288米，2018年人口285，人口密度每平方公里254.55人。